# Projekcja Hawortha

α-D-glukopiranoza w projekcji Hawortha

Projekcja Hawortha − rodzaj projekcji chemicznej charakterystycznej, obok projekcji Fischera, dla półacetalowych (cyklicznych) odmian cukrów. Nazwa projekcji pochodzi od nazwiska angielskiego chemika, sir Waltera N. Hawortha. 
W projekcji Hawortha używa się uproszczonych wzorów perspektywicznych. Chociaż oddają one rzeczywisty wygląd cząsteczek półacetalowych odmian cukrów znacznie lepiej niż wzory Fischera, nie uwzględniają pewnych istotnych szczegółów ich struktury (kąty wiązań, pofałdowanie łańcucha węglowego). W celu ich przedstawienia stosuje się projekcję stereochemiczną Natty. 
Przy przedstawianiu wzorów cukrów za pomocą projekcji Hawortha stosuje się następujące reguły: 
- grupę CH2OH pisze się zawsze do góry (ponad płaszczyzną pierścienia; ew. wyjątki w przypadku istnienia w związku kilku grup CH2OH)
- we wzorach cukrów szeregu D w przypadku anomerów α grupa hydroksylowa przy pierwszym atomie węgla jest skierowana do dołu (pod płaszczyznę pierścienia)
- we wzorach cukrów szeregu D w przypadku anomerów β grupa hydroksylowa przy pierwszym atomie węgla jest skierowana do góry (ponad płaszczyznę pierścienia)
- we wzorach cukrów szeregu L sytuacja jest odwrotna.